# Grönlands vapen
Grönlands vapen föreställer en isbjörn på en blå bakgrund. Symbolen placerades på Danmarks statsvapen 1666 som en markering för att visa att Grönland tillhörde Danmark, och symbolen finns fortfarande i danska kungafamiljens vapen. Isbjörnen vandrade till en början på fyra ben, men 1819 specificerades en upprätt position. Det finns belägg från 1470 av ett grönländskt vapen som visar en isbjörn omgiven av tre fåglar. Detta vapen kunde dock användas av vem som helst som kontrollerade Grönland och var inte bundet till någon speciell stat eller kungafamilj.
Versionen som idag används av Grönlands regering skapades av den grönländska konstnären Jens Rosing och började användas 1 maj 1989 av Grönlands landsting. Isbjörnen representerar Grönlands fauna och den azurblå färgen representerar Atlanten och Norra Ishavet som omger ön. Istället för att isbjörnen enligt heraldisk tradition lyfter sin högra framtass, lyfter den här sin vänstra framtass, enligt den inuitiska folktron att isbjörnar är vänsterhänta. Danmarks regeringsrepresentant på Grönland använder ett vapen där björnen lyfter sin högra tass och skölden även visar den kungliga kronan.
Den heraldiska beskrivningen definierar dock inte vilken tass som ska vara lyft, så det finns ingen konflikt mellan de två varianterna. Självständighetsförespråkare brukar använda en grön bakgrund på vapnet.